# Новознаменка (Каховский район)
Новознаменка (укр. Новознам'янка) — село в Верхнерогачикской поселковой общине Каховского района Херсонской области Украины.
Население по переписи 2001 года составляло 244 человека. Почтовый индекс — 74422. Телефонный код — 5545. Код КОАТУУ — 6521580604.

## Местный совет
74420, Херсонская обл., Верхнерогачикский р-н, с. Бережанка, ул. Ленина, 34а